# Shalosh Regalim
Shalosh Regalim sau cele Trei Sărbători de pelerinaj (în ebraică:שלוש רגלים)
sunt trei dintre sărbătorile biblice, prăznuite în religia iudaică, în care în antichitate toți credincioșii de pe cuprinsul Țării Israelului (inclusiv epoca regatelor Iudeii și Israelului) erau somați, conform tradiției, de poruncile divine, să se adune în pelerinaj la Templul din Ierusalim, aducând ofrande, după caz, din recolta de cereale și de fructe. Aceste sărbători erau Pesah (Paștele evreiesc), Sukot și Shavuot.
După distrugerea celui de-al Doilea Templu, pelerinajul a încetat de a mai fi o obligație și nu s-a mai ținut pe scara națională. În cursul oficiilor sinagogale pasajele din Biblie legate de sărbătoarea respectivă, sunt citite cu voce tare la altar, marcând un punct crucial al ceremoniei. 
În statul Israel modern, mulți evrei obișnuiesc să meargă de aceste sărbători la Ierusalim pentru a asista la slujba divină de la Zidul de Apus, ceea ce amintește de pelerinajele antice. 
Obligațiile din timpul acestor sărbători sunt obiectul tratatului talmudic Haggiga din Mishna.

## Sursa
Shalosh Haregalim sunt obiectul unei porunci din Tora, în cartea Ieșirea (Exodul) (Shemot) 23,14-17:
„De trei ori în an să-Mi prăznuiești:Să ții sărbătoarea azimelor. șapte zile să mănânci azime în timpul lunii lui Aviv cum ți-am poruncit,căci în acea lună ai ieșit din Egipt; să nu te înfățișezi înaintea Mea cu mâna goală. Să ții apoi sărbătoarea secerișului și a strângerii celor dintâi roade ale tale, pe care le-ai semănat în țarina ta, și sărbătoarea strângerii roadelor toamna, când aduni de pe câmp munca ta. De trei ori pe an să se înfățișeze înaintea Domnului Dumnezeului tău toți cei de parte bărbătească ai tăi”
.
 
Porunca ținerii sărbătorilor de pelerinaj este reiterată în Cartea Deuteronomului (Dvarim) 16,16-17:
„De trei ori pe an să se înfățișeze toți cei de parte bărbătească înaintea Domnului Dumnezeului tău la locul pe care-l va alege El: la sărbătoarea azimelor, la sărbătoarea săptămânilor și la sărbătoarea corturilor, dar nimeni să nu se înfățișeze înaintea feței Domnului cu mâinile goale. Ci fiecare să vină cu dar în mâna sa, după cum 1-a binecuvântat Domnul Dumnezeul tău”
Hag Hamatzot (חג המצות)- Sărbătoarea azimelor - este cunoscută în zilele noastre ca Paștele evreiesc, Pesah. 
Hag Hakatzir  (חג הקציר)- Sărbătoarea secerișului - este sărbătoarea Shavuot (a săptămânilor), iar Hag Heassif - Sărbătoarea strângerii roadelor sau a recoltei, este Sukot (Sărbătoarea corturilor sau a tabernacolelor). 
Pesah și Sukot cad în data de 15 ale lunii ebraice, când luna este plină, în timp ce data sărbătorii Shavuot, este pomenită în Tanah sau Biblia ebraică ca fiind a 50-a zi numarata de la sfârșitul (motzaey hag) primei zile de Pesah, a 50-a zi a numărătorii Omer.
În zilele noastre, cand nu se sfințeste luna prin observarea lunii de pe cer, sărbătoarea Shavuot cade întotdeauna în ziua a 6-a lunii Sivan.

## Semnificația
După tradiția iudaică cele trei sărbători sunt puncte de cotitură în renașterea poporului lui Israel.
- Pesah celebrează ieșirea din Egipt a triburilor lui Israel și transformarea lor într un popor de sine stătător.
- Shavuot este ziua în care fiii lui Israel au primit Tora, Legea sacră, pe Muntele Sinai.
- Sukot nu reprezintă un eveniment unic cu caracter istoric, ci reamintește cei 40 de ani petrecuți de fiii lui Israel în corturi în deșert, în peregrinările lor în drumul spre Țara Făgăduinței.

Sărbătorile sunt legate și de fazele muncii agricole și anotimpuri
- Pesah - sărbătoarea primăverii (Aviv), secerișul orzului (minhat seorim) [1], ofranda primilor miei născuți,
- Shavuot - sărbătoarea secerișului și a trufandalelor (Hag habikurim), marchează începutul secerișului grâului (bikurei hitim) și recolta primelor fructe (bikurei pri), sacrificiu de tauri
- Sukot - e sfârsitul secerișului și recoltei strugurilor și altor fructe și adunarea lor în case și hambare,  pentru a o feri de ploi, sărbătoarea ploii

Uneori este asemănată succesiunea celor trei sărbători cu trei evenimente din viața omului:
- Pesah - nașterea
- Shavuot - maturitatea
- Sukot - căsătoria

Deoarece anul evreiesc antic începea odată cu primăvara, sărbătoarea Paștelui, Pesah simbolizează începutul, începutul primăverii și al anului și primăvara vieții omului. De aceea, cu ocazia acestei sărbători se citește în sinagogi Cântarea Cântărilor. Shavuot simbolizează mijlocul anului și al vieții omului, și de aceea în această sărbătoare se citește Cartea lui Rut.
Sukot reprezintă sfârșitul anului și al vieții, bătrânețea, și de aceea tradiția a impus citirea cărții Ecleziastului.

## Legături externe
- Biblia ortodoxă on line, Ediția Sfântului Sinod,Institutul Biblic, București 2008 Arhivat în 20 septembrie 2012, la Wayback Machine.
- rabinul Adin Steinsaltz „Bikurei katzir hittin”, pe situl Yeshiva în ebraică
- rabinul Zalman Baruch Melamed, Beit El - Shlosha Regalim în ebraică
- Tala Bar „Sărbători păgâne ale Israelului” pe situl HaEyal Hakore în ebraică
- Giora Levinstein Shalosh Regalim - la origine sărbători agricole? 17.5.2010 pe situl israelian ynet, rubrica iudaism